# 東京都道・埼玉県道49号足立越谷線

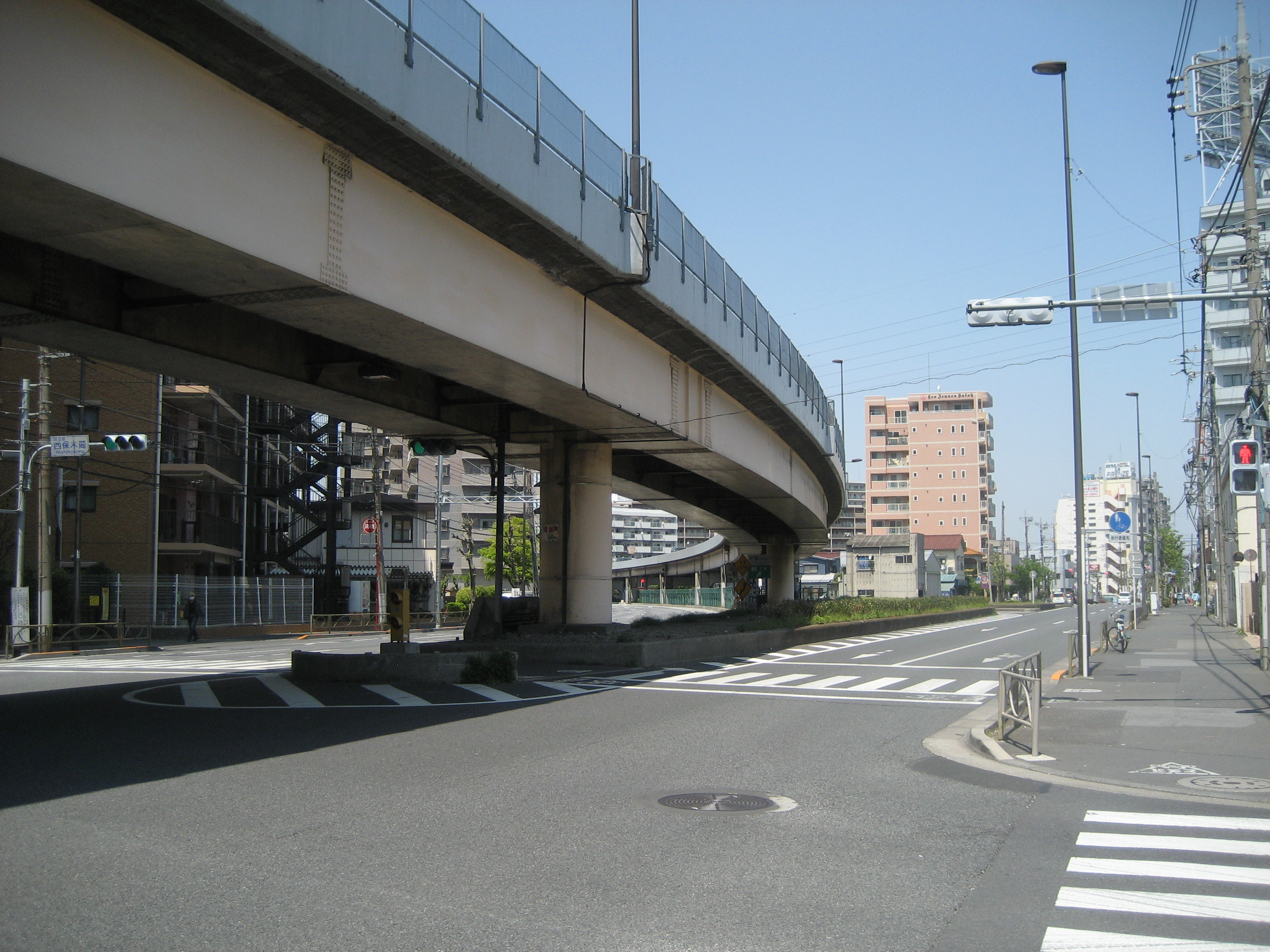
足立区西保木間交差点（起点付近）

東京都道・埼玉県道49号足立越谷線（とうきょうとどう・さいたまけんどう49ごう あだちこしがやせん）は、東京都足立区から埼玉県越谷市に至る都県道（主要地方道）である。

## 概要
国道4号草加バイパスが1967年（昭和42年）に開通したのに伴い、1973年（昭和48年）12月25日に旧道が都・県道に降格された路線であり、都県境である起点・足立区西保木間交差点から終点・越谷市下間久里交差点に至るまで国道4号及び東武伊勢崎線（東武スカイツリーライン）に並行している。1983年（昭和58年）4月1日に主要地方道の追加指定に伴う整理により、埼玉県道3号足立越谷線として認定され、1994年（平成6年）4月1日に東京都道・埼玉県道49号足立越谷線となる。通称「日光街道」、「旧4号線」、「足越線（あだこしせん）」などと呼ばれ、草加市、越谷市の中心部を走る重要な道路であるほか、草加宿、越ヶ谷宿、草加松原など、日光街道の史跡を色濃く遺している。
草加、越谷の各市街地中心部を通るため、全線に渡り慢性的な渋滞が日常化している。越谷市の越ヶ谷 - 大沢は、埼玉県東部エリア（草加・越谷）の主要渋滞区間である。
草加市の谷古宇橋交差点は、2013年は埼玉県内で4番目に事故の多い交差点だった。また、越谷市内でも越谷警察署が「人身事故が多発している」として速度違反取り締まり重点路線（重点時間帯：6時 - 9時、10時 - 14時、16時 - 19時）に指定している（規制速度は時速40km）。
かつては国道16号が野田橋経由（現在バイパスの金野井大橋経由）1970年代頃までは国道4号線と越谷市内の終点近くの一部区間が重複区間だった。

## 路線データ
- 総延長：13.536 km（東京都区間：0.286 km、埼玉県区間：13.250 km）
- 実延長：13.536 km（東京都区間：0.286 km、埼玉県区間：13.250 km）
- 起点：東京都足立区西保木間3丁目（西保木間交差点＝国道4号交点）
- 終点：埼玉県越谷市大字下間久里（下間久里交差点＝国道4号現道、新4号国道交点）
- 認定：1973年12月25日

## 通過する自治体
- 東京都
  - 足立区
- 埼玉県
  - 草加市 - 越谷市

## 交差する道路
- 交差する道路の特記がないものは区道・市道。
- 上が起点側、下が終点側。右が上り線側、左が下り線側。

| 交差する道路                             | 交差する道路                  | 交差点名               | 所在地 | 所在地 |
| ---------------------------------------- | ----------------------------- | ---------------------- | ------ | ------ |
| 国道4号（日光街道） 千住・上野方面       |                               |                        |        |        |
| 国道4号（草加バイパス）                  |                               | 西保木間               | 東京都 | 足立区 |
| 埼玉県道401号谷塚停車場線                |                               | 谷塚駅入口             | 埼玉県 | 草加市 |
| 埼玉県道104号川口草加線                  | 埼玉県道54号松戸草加線        | 吉町五丁目             | 埼玉県 | 草加市 |
| 埼玉県道402号草加停車場線                | 埼玉県道327号草加八潮三郷線   | 草加駅入口             | 埼玉県 | 草加市 |
| 埼玉県道34号さいたま草加線               | 埼玉県道29号草加流山線        | 谷古宇橋               | 埼玉県 | 草加市 |
| 埼玉県道403号獨協大学前停車場線          |                               | 獨協大学前駅（東）入口 | 埼玉県 | 草加市 |
| 国道298号                                | 国道298号                     | 旭町二丁目             | 埼玉県 | 草加市 |
| 埼玉県道328号金明町鳩ヶ谷線              |                               | 槐戸橋（西）           | 埼玉県 | 草加市 |
| 埼玉県道324号蒲生岩槻線                  | 埼玉県道380号柿木町蒲生線     | 蒲生西町               | 埼玉県 | 越谷市 |
| 埼玉県道161号越谷川口線                  |                               | 南越谷一丁目           | 埼玉県 | 越谷市 |
|                                          | 埼玉県道52号越谷流山線        | 瓦曽根二丁目南         | 埼玉県 | 越谷市 |
| 埼玉県道52号越谷流山線                   |                               | 瓦曽根                 | 埼玉県 | 越谷市 |
|                                          |                               | 大沢一丁目             | 埼玉県 | 越谷市 |
| 埼玉県道19号越谷野田線                   | 埼玉県道19号越谷野田線        | 栄進中学校入口         | 埼玉県 | 越谷市 |
| 国道4号（越谷春日部バイパス）            | 国道4号（越谷春日部バイパス） | 下間久里               | 埼玉県 | 越谷市 |
| 国道4号現道（日光街道） 春日部・杉戸方面 |                               |                        |        |        |

## 重複区間
- 埼玉県道52号越谷流山線 瓦曽根2丁目（南）交差点（埼玉県越谷市瓦曽根） - 瓦曽根交差点（埼玉県越谷市瓦曽根）

## 沿線施設
| 施設                                         | 所在地 | 所在地 |
| -------------------------------------------- | ------ | ------ |
| 東京足立病院                                 | 東京都 | 足立区 |
| 足立十全病院                                 | 東京都 | 足立区 |
| 花畑公園                                     | 東京都 | 足立区 |
| 花畑団地                                     | 東京都 | 足立区 |
| 文教大学東京あだちキャンパス                 | 東京都 | 足立区 |
| 鳳永病院                                     | 埼玉県 | 草加市 |
| 東武伊勢崎線（東武スカイツリーライン）谷塚駅 | 埼玉県 | 草加市 |
| 草加市立瀬崎小学校                           | 埼玉県 | 草加市 |
| 草加市役所                                   | 埼玉県 | 草加市 |
| 東武スカイツリーライン草加駅                 | 埼玉県 | 草加市 |
| 草加市立草加小学校                           | 埼玉県 | 草加市 |
| 草加松原遊歩道（草加松原）                   | 埼玉県 | 草加市 |
| 草加八潮消防局・草加消防署                   | 埼玉県 | 草加市 |
| 草加市立文化会館                             | 埼玉県 | 草加市 |
| 草加市民体育館                               | 埼玉県 | 草加市 |
| 東武スカイツリーライン獨協大学前駅           | 埼玉県 | 草加市 |
| 旭町団地                                     | 埼玉県 | 草加市 |
| 東武スカイツリーライン新田駅                 | 埼玉県 | 草加市 |
| 東武スカイツリーライン蒲生駅                 | 埼玉県 | 越谷市 |
| 越谷市消防局蒲生分署                         | 埼玉県 | 越谷市 |
| 南越谷病院                                   | 埼玉県 | 越谷市 |
| JR武蔵野線南越谷駅                           | 埼玉県 | 越谷市 |
| 越谷貨物ターミナル駅                         | 埼玉県 | 越谷市 |
| 東武スカイツリーライン新越谷駅               | 埼玉県 | 越谷市 |
| 獨協医科大学埼玉医療センター                 | 埼玉県 | 越谷市 |
| 越谷市役所                                   | 埼玉県 | 越谷市 |
| 越谷市中央市民会館                           | 埼玉県 | 越谷市 |
| 東武スカイツリーライン越谷駅                 | 埼玉県 | 越谷市 |
| 埼玉県越谷合同庁舎                           | 埼玉県 | 越谷市 |
| 越谷・松伏水道企業団                         | 埼玉県 | 越谷市 |
| 越谷郵便局                                   | 埼玉県 | 越谷市 |
| 越谷市消防局・消防署                         | 埼玉県 | 越谷市 |
| 東武スカイツリーライン北越谷駅               | 埼玉県 | 越谷市 |
| 越谷市立大沢小学校                           | 埼玉県 | 越谷市 |
| 越谷市立栄進中学校                           | 埼玉県 | 越谷市 |

## ギャラリー

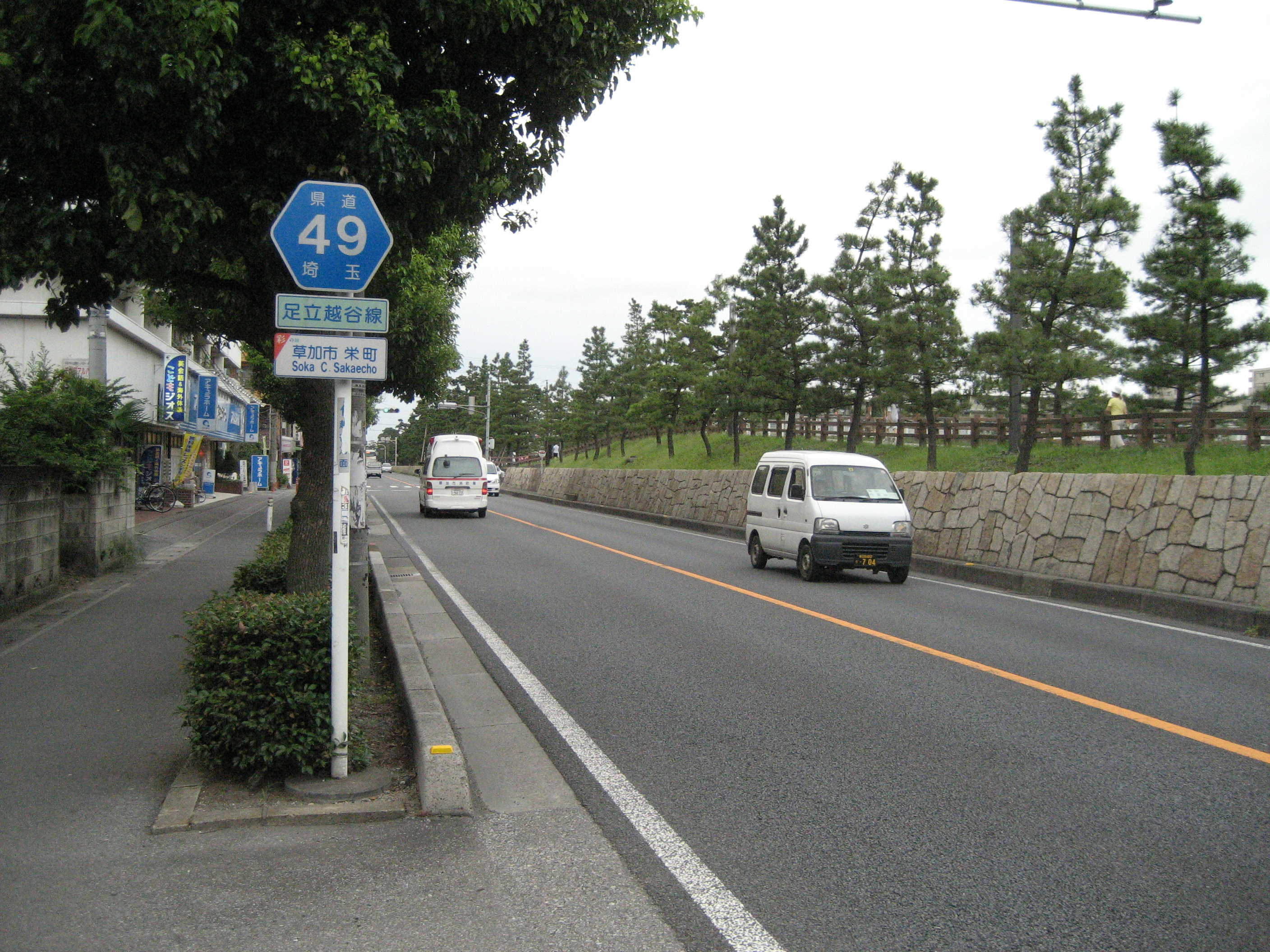
足立越谷線と草加松原（草加市）
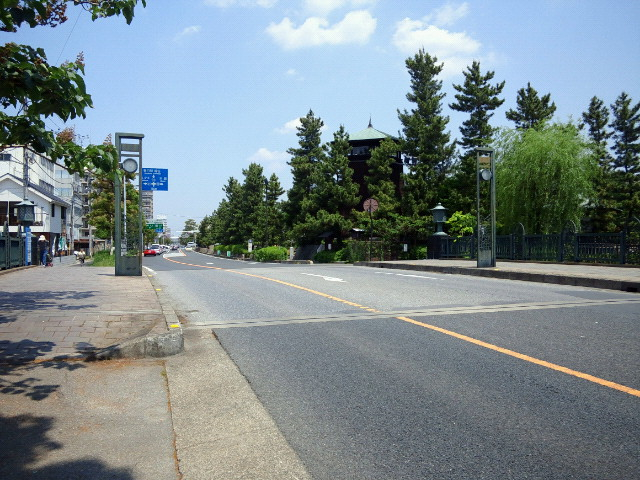
埼玉県草加市神明付近
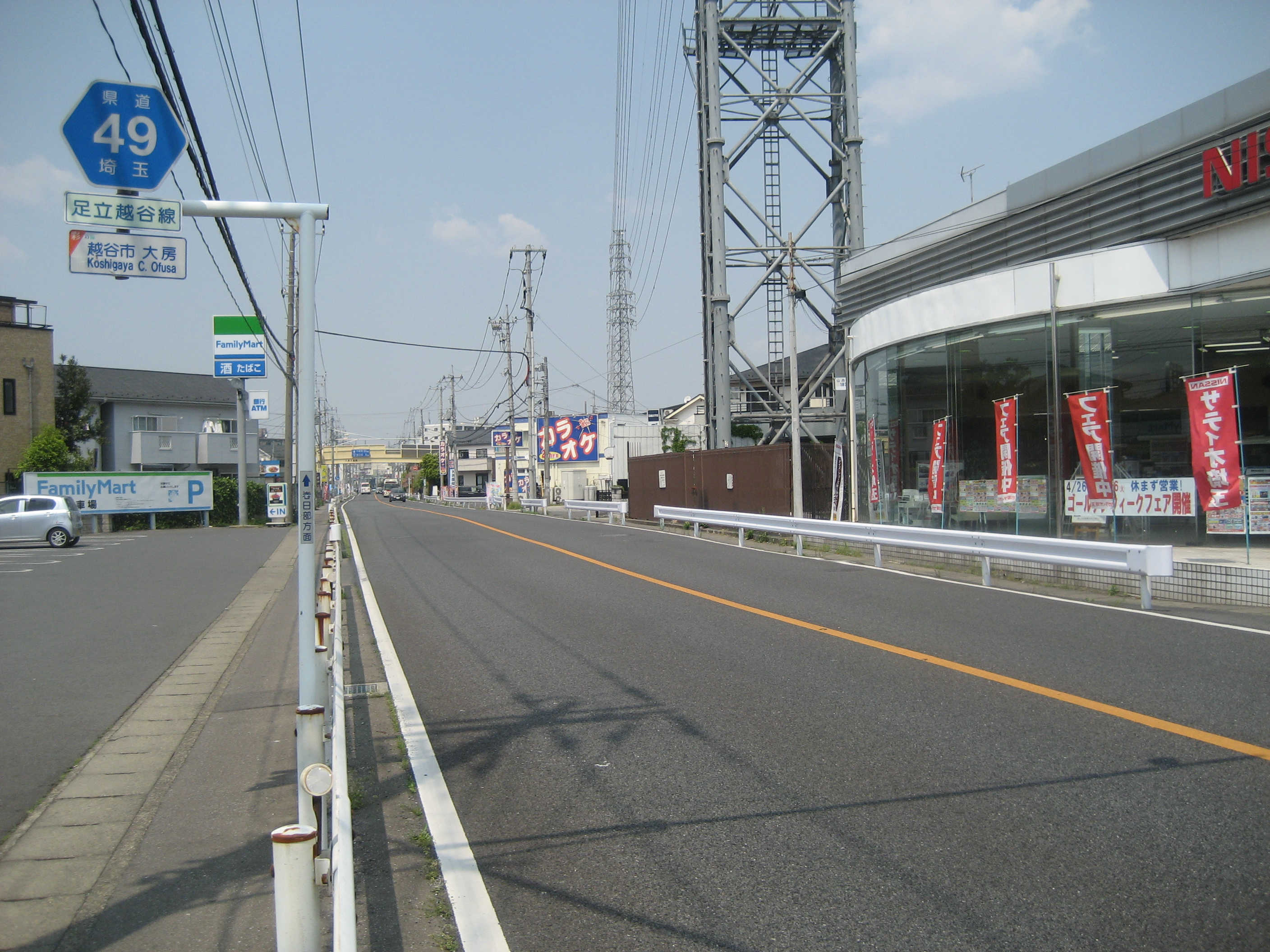
埼玉県越谷市大房付近
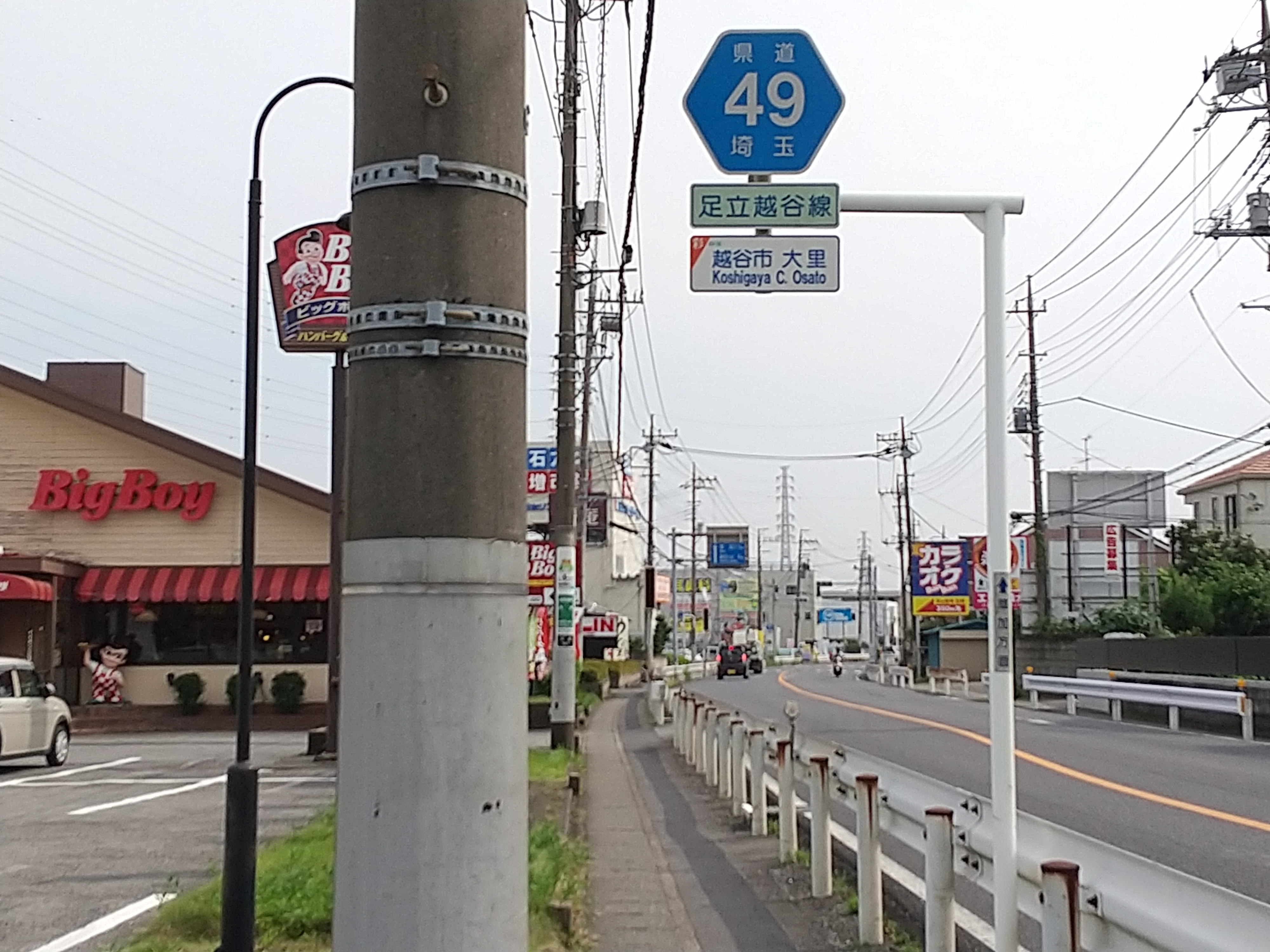
埼玉県越谷市大里付近